# Bungoma (hrabstwo)
Bungoma – hrabstwo w zachodniej Kenii, na granicy z Ugandą. Jego stolicą jest Bungoma. Liczy 1,67 mln mieszkańców i jest jednym z najbardziej zaludnionych regionów w kraju. Większość ludności należy do plemienia Luhja.
Bungoma graniczy z Republiką Ugandy na zachodzie, a także z hrabstwami: Busia na południowym zachodzie, Trans Nzoia od północy i Kakamega na wschodzie i południu.

## Gospodarka
Rolnictwo jest główną działalnością gospodarczą w hrabstwie. Bungoma to region cukrowniczy, z jedną z największych cukrowni w kraju, a także z licznymi małymi cukrowniami. Obok trzciny cukrowej, powszechnie uprawia się tutaj proso, sorgo, a także kukurydzę. Szeroko jest praktykowana hodowla bydła i drobiu. 
Obok Nyamiry, Murangi i Kisii, Bungoma jest głównym obszarem uprawy awokado w Kenii. Według raportu z 2018 roku te cztery hrabstwa stanowią 57% całkowitej produkcji. Dzięki tej produkcji Kenia stała się największym producentem awokado w Afryce.

## Religia
Struktura religijna w 2019 roku wg Spisu Powszechnego:
- protestantyzm – 71,1%
- katolicyzm – 17,5%
- niezależne kościoły afrykańskie – 5,3%
- pozostali chrześcijanie – 2,7%
- islam – 1,3%
- pozostali – 2,1%.

## Podział administracyjny
Hrabstwo Bungoma składa się z dziewięciu okręgów:
- Kanduyi,
- Bumula,
- Sirisia,
- Kabuchai,
- Mt.Elgon,
- Webuye East,
- Webuye West,
- Tongaren i
- Kimilili.